# Leonel Mário d'Alva
Leonel Mário d'Alva es un político de Santo Tomé y Príncipe. Fue primer ministro de su país desde el 21 de diciembre de 1974 hasta el 12 de julio de 1975, cuando el país alcanzó su independencia de Portugal. En marzo de 1991, tras la dimisión del Presidente Manuel Pinto da Costa, completó su mandato constitucional y entregó el cargo a Miguel Trovoada, presidente electo, el 3 de abril.
Más tarde, de 1975 a 1980, D'Alva fue presidente de la Asamblea Nacional de Santo Tomé y Príncipe. Luego de las primeras elecciones democráticas en el país, realizadas en 1991, fue nuevamente elegido presidente de la Asamblea Nacional. Asimismo fue ministro de Relaciones Exteriores de 1975 a 1978. En el año 2006, es la cabeza del Partido Convergencia Democrática-Grupo Reflexión (PCD-GR), uno de los mayores grupos políticos del país.
| Predecesor: Manuel Pinto da Costa | Presidente de Santo Tomé y Príncipe Desde el 4 de marzo de 1991 hasta el 3 de abril de 1991 | Sucesor: Miguel Trovoada |

| Predecesor: (-)                                   | Primer ministro de Santo Tomé y Príncipe 1974 - 1975                    | Sucesor: Miguel Trovoada                       |
| Predecesor: Miguel Trovoada                       | Ministro de Relaciones Exteriores de Santo Tomé y Príncipe 1975 - 1978  | Sucesor: Maria do Nascimento da Graça Amorim   |
| Predecesor: (-)                                   | Presidente de la Asamblea Nacional de Santo Tomé y Príncipe 1975 - 1980 | Sucesor: Alda Neves da Graça do Espírito Santo |
| Predecesor: Alda Neves da Graça do Espírito Santo | Presidente de la Asamblea Nacional de Santo Tomé y Príncipe 1991 - 1994 | Sucesor: Francisco Fortunato Pires             |